# Altenburger Sängerknaben
Die Altenburger Sängerknaben sind ein Knabenchor der Benediktinerabtei Altenburg in der Gemeinde Altenburg bei Horn in Niederösterreich.

## Geschichte
Der Chor der Altenburger Sängerknaben, der zumindest bis ins 19. Jahrhundert existiert hatte, wurde 1961 durch den damaligen Abt der Benediktinerabtei Altenburg, Maurus Knappek, wiedergründet. Die Mitglieder des Chores, der sich vor allem der musikalischen Gestaltung der Gottesdienste in der Stiftskirche widmet, sind in einem Internat untergebracht, das im Norden an die Stiftskirche angrenzt. Dieses Internat steht seit 1989 unter der Leitung von Ernst und Maria Kugler. Musikalischer Leiter der Sängerknaben ist seit September 2015 der Stiftskapellmeister und Stiftsorganist Martin Wadsack. Die finanzielle Basis für den Bestand des Chores ist durch das Stift, die Unterstützung der Kulturabteilung des Landes Niederösterreich und einen privaten Förderverein sichergestellt.
Die Mitglieder des Chores besuchen öffentliche Schulen in Horn, wie etwa das Gymnasium, die Hauptschule oder die Handelsakademie, manche auch die 4. Jahrgangsstufe Volksschule und verbringen die Nachmittage im Internat, wo gemeinsam die Schulaufgaben gemacht und Chorproben absolviert werden. Daneben ist Zeit für Stimmbildung, Spiel und Sport vorgesehen. Jene Knaben, die am Abend nicht zu ihren Eltern nach Hause fahren, nächtigen im Internat des Stiftes, das ihnen als österreichweites Unikum bis zur AHS- oder HAK-Matura zur Verfügung steht.

## Bedeutung
Neben der musikalischen Gestaltung der Konventmesse in der Stiftskirche an jedem zweiten Sonntag und an den hohen Feiertagen um 10 Uhr während des Schuljahres gibt der Chor Konzerte im Stift jeweils am dritten Adventsonntag, zum Passionssonntag und ein Sommerkonzert zum Schulschluss.
Konzertreisen führen die Altenburger Sängerknaben in verschiedene Länder, bislang waren dies europäische Länder sowie Israel, Japan, Brasilien und Uganda.

## Bekannte Altenburger Sängerknaben (Auswahl)
- Josef M. Döller, Grazer Domkapellmeister
- Norbert Matsch, Stiftskapellmeister im Stift Wilten
- Oliver Ringelhahn, Operntenor
- Karl-Heinz Lehner, Opernsänger